# Голуэй (аэропорт)
Аэропорт Голуэй (англ. Galway Airport, ирл. Aerphort na Gaillimhe) — гражданский пассажирский аэропорт в Ирландии. Аэропорт находится в деревне Карнмор, в 7,5 километрах от Голуэя.

## История
Взлётно-посадочная полоса на месте будущего аэропорта была обустроена ещё во времена Первой мировой войны. Она была травяной, имела в длину около 670 метров (2200 футов), использовалась Королевским лётным корпусом. До 1965 года она эксплуатировалась местным лётным клубом, после чего была выкуплена и перестроена. В 1970 году компания Aer Arann начала рейсы из аэропорта до Аранских островов, а Ireland West Airways наладила регулярные полёты в Дублин, закрывшиеся через некоторое время из-за низкой загруженности.
К марту 1987 года ВПП была удлинена до 1200 метров, менее, чем через месяц, аэропорт принял первый в своей истории реактивный самолёт. В июне того же года вступили в строй освещение ВПП и новый терминал. Сравнительно небольшая длина полосы не позволяет аэропорту принимать большинство современных реактивных лайнеров, поэтому все рейсы обслуживаются турбовинтовыми самолётами или небольшими самолётами бизнес-класса.
В январе 1988 года Aer Lingus возобновила рейсы в Дублин и, с пересадками, в Лондон (Хитроу), Амстердам и Париж. Через два месяца, в марте, компания Ryanair запустила прямые дешёвые рейсы в Лондон (Лутон, позже Станстед), таким образом, образовав прямую конкуренцию. В 1991 году в связи с внутренними реформами Ryanair закрыла свои рейсы из Голуэя. С 1994 года рейсы до Дублина возобновила Aer Arann.
Популярность аэропорта увеличилась в начале 2000-х, когда в 2003 году у Aer Arann появились рейсы в Манчестер и Эдинбург, а в 2004 — в Бирмингем и Лорьян.  По состоянию на 2009 год ежегодный пассажиропоток через аэропорт составляет порядка 200 тысяч человек.
С 31 октября 2011 были прекращены коммерческие полеты единственного оператора Aer Arann .